# Laxenecera rufitarssi
Laxenecera rufitarssi är en tvåvingeart som beskrevs av Mario Bezzi 1908. Laxenecera rufitarssi ingår i släktet Laxenecera och familjen rovflugor. Inga underarter finns listade i Catalogue of Life.